# Kalobittacus ramosus
Kalobittacus ramosus är en näbbsländeart som beskrevs av George W. Byers 1958. Kalobittacus ramosus ingår i släktet Kalobittacus och familjen styltsländor. Inga underarter finns listade i Catalogue of Life.